# 1960 у Миколаєві
| Роки в Миколаєві ← • 1901 • 1902 • 1903 • 1904 • 1905 • 1906 • 1907 • 1908 • 1909 • 1910 • 1911 • 1912 • 1913 • 1914 • 1915 • 1916 • 1917 • 1918 • 1919 • 1920 • 1921 • 1922 • 1923 • 1924 • 1925 • 1926 • 1927 • 1928 • 1929 • 1930 • 1931 • 1932 • 1933 • 1934 • 1935 • 1936 • 1937 • 1938 • 1939 • 1940 • 1941 • 1942 • 1943 • 1944 • 1945 • 1946 • 1947 • 1948 • 1949 • 1950 • 1951 • 1952 • 1953 • 1954 • 1955 • 1956 • 1957 • 1958 • 1959 • 1960 • 1961 • 1962 • 1963 • 1964 • 1965 • 1966 • 1967 • 1968 • 1969 • 1970 • 1971 • 1972 • 1973 • 1974 • 1975 • 1976 • 1977 • 1978 • 1979 • 1980 • 1981 • 1982 • 1983 • 1984 • 1985 • 1986 • 1987 • 1988 • 1989 • 1990 • 1991 • 1992 • 1993 • 1994 • 1995 • 1996 • 1997 • 1998 • 1999 • 2000 • → |

1960 у Миколаєві — список важливих подій, що відбулись у 1960 році в Миколаєві. Також подано перелік відомих осіб, пов'язаних з містом, що народились або померли цього року, отримали почесні звання від міста.

## Події

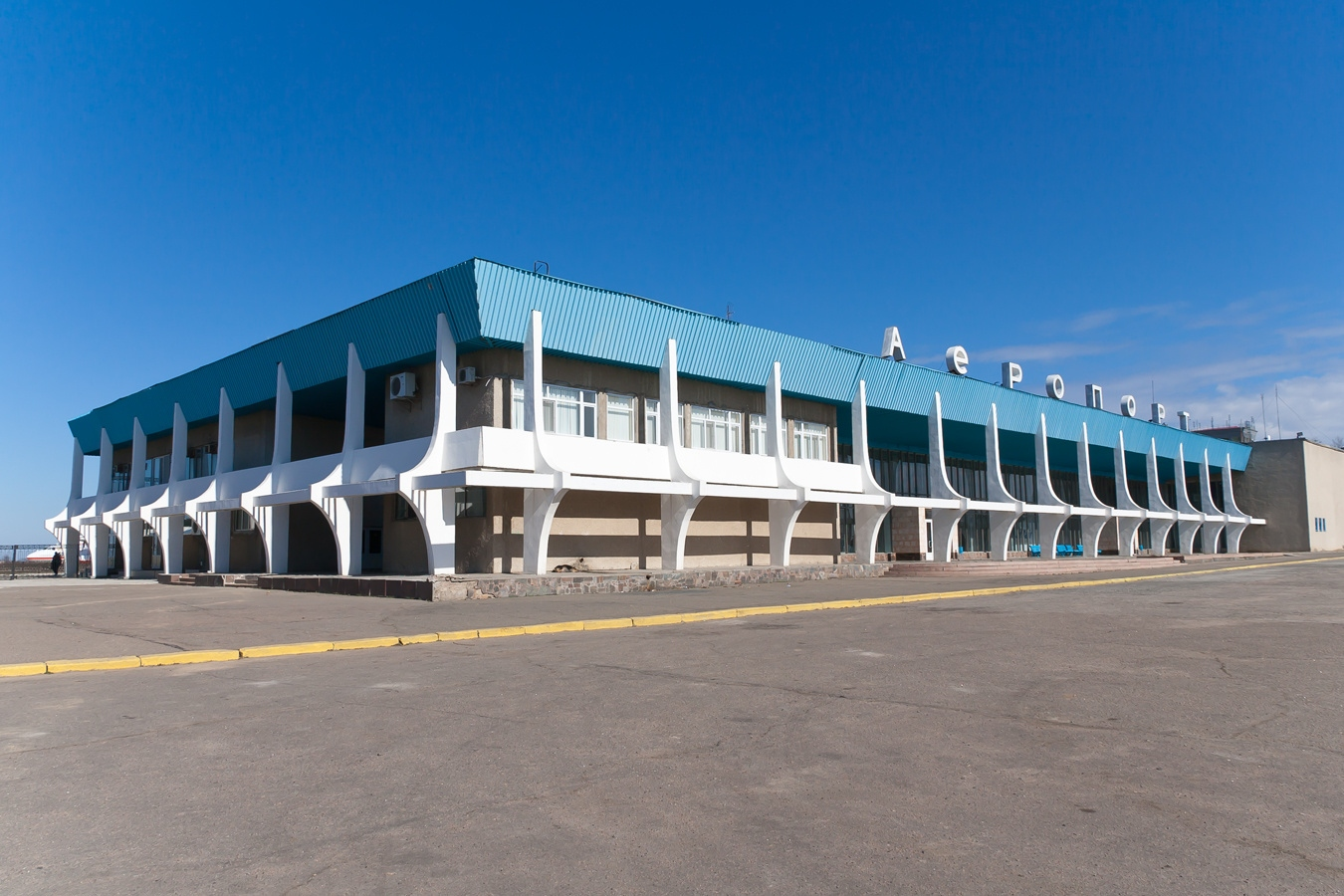
Аеропорт «Миколаїв»

- Миколаївський аеродром перетворено на аеропорт цивільної авіації.
- На розі вулиць Софіївська і Сергія Цвєтка в Тернівці встановлений пам'ятник Визволителям Тернівки.
- На відзначення 90-річчя з дня народження Володимира Леніна вулицю Першотравневу перейменували на проспект Леніна (нині Центральний проспект).
- Вулиці Леніна повернули її історичну назву — Фалєєвська.
- Урочисто відкрито комплекс Центрального колгоспного ринку[1].

## Особи

### Очільники
- Голова виконавчого комітету Миколаївської міської ради — Костянтин Каранда змінив на посаді Михайла Штефана.
- 1-й секретар Миколаївського міського комітету КПУ — Федір Ященко змінив на посаді Костянтина Каранду.

### Народились
- Василькова Наталя Іванівна (нар. 12 травня 1960, с. Сапетня Варварівського району Миколаївської області) — проректор із науково-педагогічної роботи, доктор філософії в галузі освіти, доцент Миколаївського національного університету імені В. О. Сухомлинського.
- Гайдамака Ігор Віталійович (нар. 29 січня 1960, Миколаїв) — український-радянський веслувальник-байдарочник та тренер, дворазовий чемпіон та дворазовий срібний призер чемпіонатів світу, заслужений майстер спорту.
- Гладишев Володимир Володимирович (нар. 31 липня 1960) — доктор педагогічних наук, професор, публіцист, завідувач кафедри філологічної освіти Миколаївського національного університету імені В. О. Сухомлинського, член Національної спілки журналістів України.
- Горячев Юрій Петрович (нар. 16 червня 1960, Одеса) — радянський та український футболіст, нападник. У складі клубу «Суднобудівник» провів 170 матчів, забив 64 голи.
- Гранатуров Юрій Ісайович (нар. 31 липня 1960, Миколаїв) — український політичний діяч, міський голова міста Миколаєва з травня 2014 року по 24 листопада 2015.
- Грозов Сергій Олександрович (нар. 21 серпня 1960, с. Зоря, Саратський район, Одеська область) — радянський та український футболіст, нападник та півзахисник. У вищій лізі чемпіонату України 1992 року провів 12 матчів у складі миколаївського «Евіса». Усього за миколаївський «Суднобудівник»/«Евіс» зіграв 264 матчі, в яких відзначився 42 голами.
- Гурковський Павло Миколайович (нар. 12 вересня 1960, с. Бойове, Генічеський район, Херсонська область) — український спортсмен, веслувальник, заслужений майстер спорту СРСР, срібний призер Олімпіади 1988 року. Випускник Миколаївського державного педагогічного інституту.
- Краковський Сергій Вікторович (нар. 11 серпня 1960, Миколаїв) — колишній радянський та український футболіст, воротар. Майстер спорту (1978).
- Мазур Валерій Сергійович (нар. 13 серпня 1960, Українська РСР) — радянський та український футболіст, захисник та півзахисник, по завершенні кар'єри — футбольний тренер. У складі клубу «Суднобудівник» провів понад 140 матчів, забив 10 голів. Тренував МФК «Миколаїв» у 2003.
- Мурадян Сергій Вардкесович (нар. 20 липня 1960, Красний Луч, Луганська область) — радянський та український футболіст, півзахисник та нападник, згодом — український футбольний тренер. У складі клубу «Суднобудівник»/«Евіс» провів 91 матч, забив 20 голів.
- Олефіренко Михайло Володимирович (нар. 6 червня 1960, м. Миколаїв) — колишній радянський та український футболіст, захисник. Майстер спорту (1978). Після закінчення кар'єри перейшов на тренерську діяльність.
- Рудський Сергій Федорович (нар. 2 жовтня 1960, Миколаїв) — радянський і російський воєначальник. Начальник Головного оперативного управління Генерального штабу Збройних сил Російської Федерації — перший заступник начальника Генерального штабу Збройних сил Російської Федерації з 2015 року, генерал-полковник (2017), Герой Російської Федерації (2020).
- Сич Олег Андрійович (нар. 22 травня 1960, Одеса) — радянський та український футболіст, захисник. У складі клубу «Суднобудівник»/«Евіс» провів 268 матчів, забив 3 голи.
- Фінклер Юрій Едуардович (нар. 27 квітня 1960, Львів) — український дослідник у сфері комунікативістики. Доктор філологічних наук (спеціальність «журналістика»), кандидат соціологічних наук (спеціальність «соціальна структура, соціальні інститути та соціальні відносини»). Від вересня 2018 року і до січня 2022 року — професор кафедри журналістики Школи журналістики Чорноморського національного університету імені Петра Могили.
- Ходєєв Віктор Федорович (нар. 29 серпня 1960, дитинство та юність пройшли в с. Капустяни, Тростянецький район, Вінницька область) — український подвижник моделізму, редактор журналу «Моделіст», керівник авіамодельного осередку миколаївського обласного комітету ТСОУ.
- Шуляр Василь Іванович (нар. 23 травня 1960, Таврійське, Херсонський район, Херсонська область) — доктор педагогічних наук, переможець Всеукраїнського конкурсу «Досвід освітян» (1997—1998); учитель року — 2000; заслужений вчитель України (2000). Доцент кафедри української літератури Миколаївського національного університету імені В. О. Сухомлинського. У 2006—2007 заступник декана філологічного факультету з навчальної роботи. Учитель-методист, спеціаліст вищої категорії, учитель української літератури Першої української гімназії імені М. М. Аркаса.

### Померли
- Большаков Сергій Петрович (3 грудня 1918, с. Долматово, Кічменсько-Городецький район, Вологодська область — 4 червня 1960, Миколаїв) — радянський офіцер-артилерист, Герой Радянського Союзу (1945), учасник німецько-радянської війни.